# 大川上美良布神社
大川上美良布神社（おおかわかみびらふじんじゃ）は、高知県香美市香北町にある神社。式内社で、旧社格は県社。
社殿には名工による精緻な彫刻が施され、建造当時は「土佐日光」と呼ばれた。

## 祭神
- 主祭神　大田々祢古命
- 合祀　大物主命、活玉依比売命、陶津耳命、櫛御方命、飯肩巣見命、美良比売命、健甕槌命

## 概要
国道195号沿いの道の駅美良布前の信号から北へ約100mの場所にある。神社の名になっている美良布（びらふ）の美良は「みら」とも読まれニラの古語である。当地の地名は韮生野（にろうの）であり韮生は「にらふ」とも読め美良布と同義である。
当社の創建は雄略天皇の時代と言われているが伝承の域を出ない。古記録によれば平安時代前期の承和8年（841年）以前から存在していたとの記述がある。延長5年（927年）に編纂された延喜式神名帳にも土佐国香美郡四座並小の一座として記載されている。
古くは「川上大明神」「大河上宮」とも呼ばれており、韮生郷50ヶ村の総鎮守である。幕末の嘉永5年12月2日（1853年1月11日）、勅宣により神階が最高位の正一位となった。
境内には樹齢1000年とも言われる杉の巨木があり御神木となっている。樹高は約40m。

## 境内

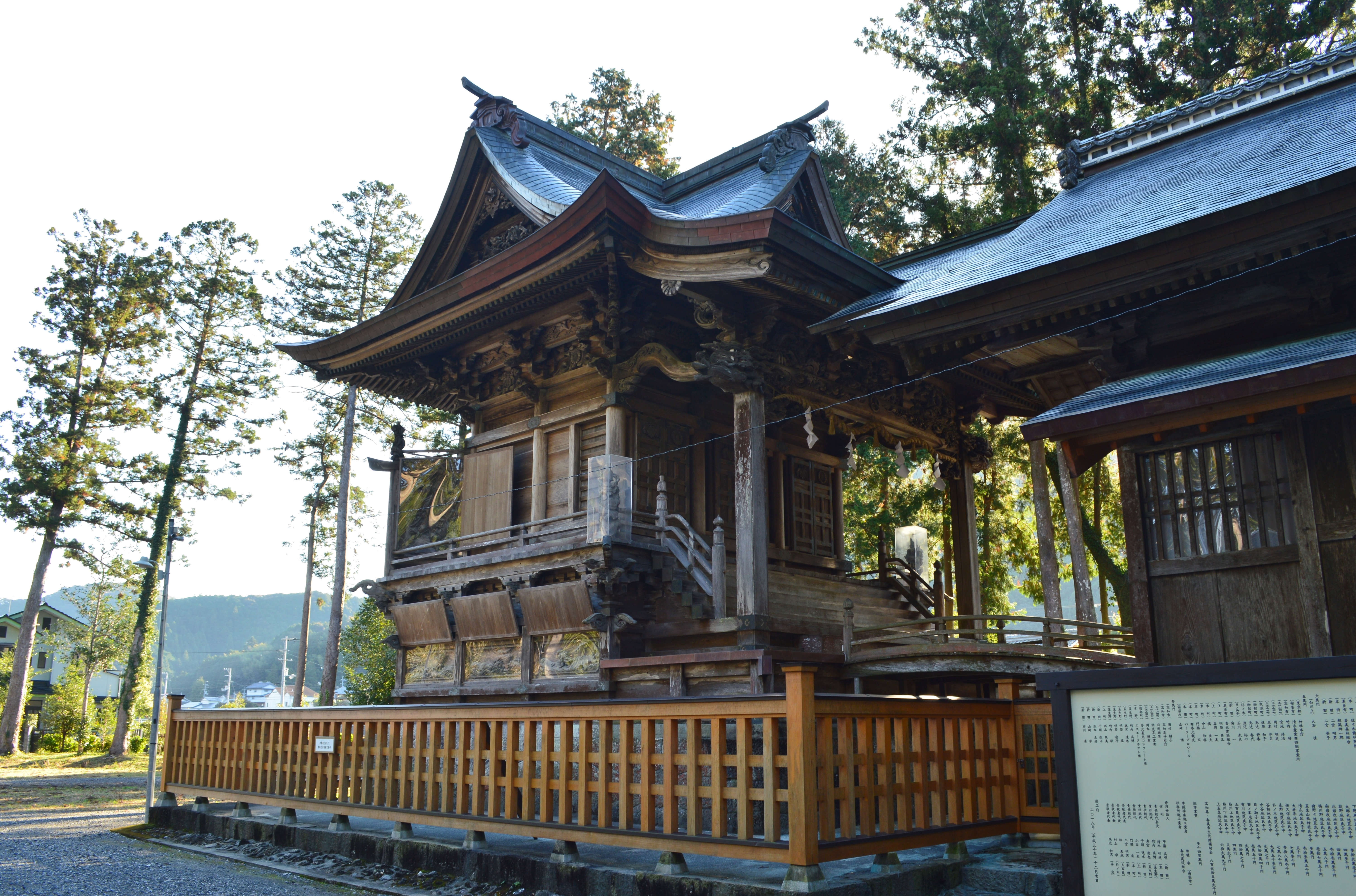
本殿（高知県指定文化財）
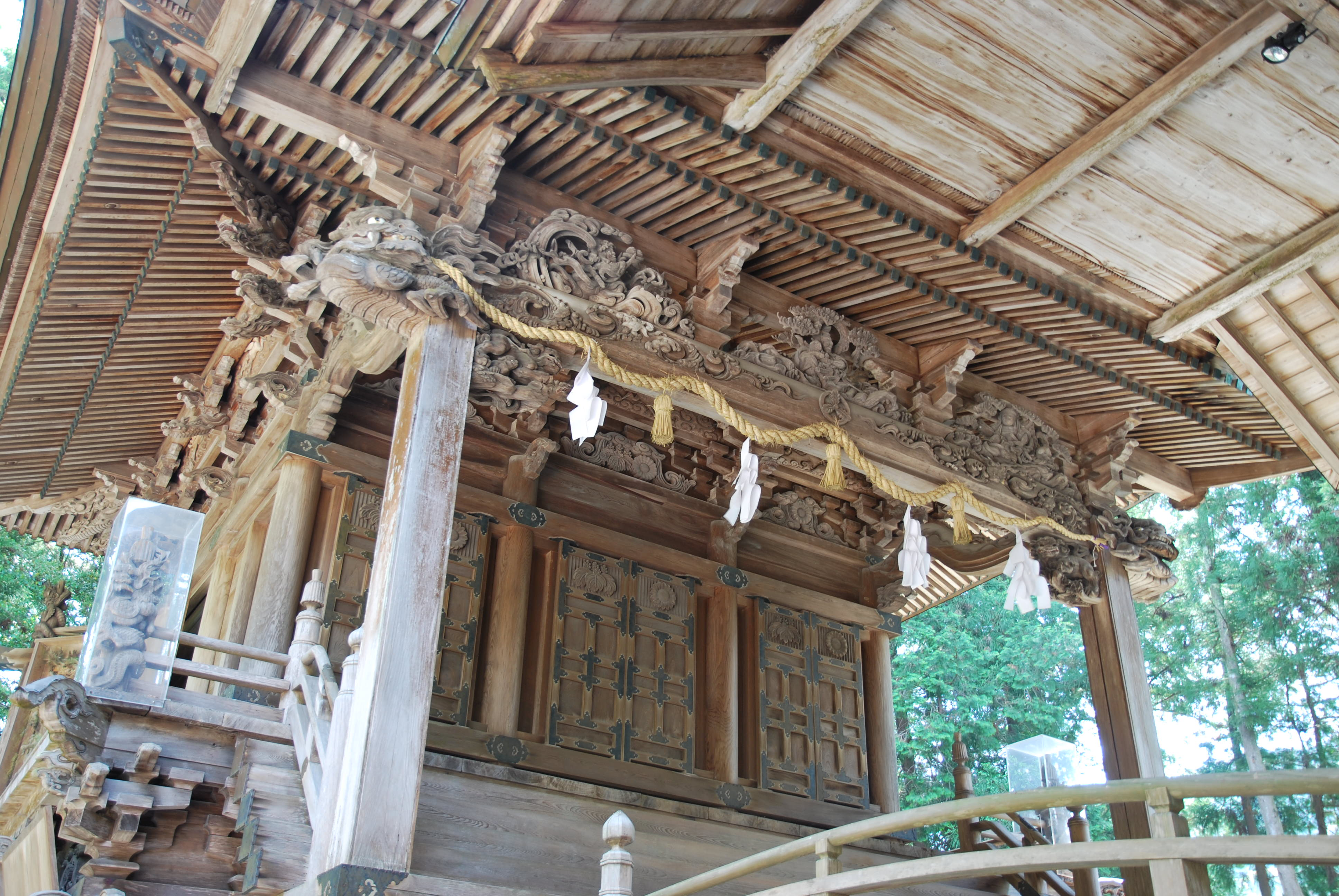
本殿近影
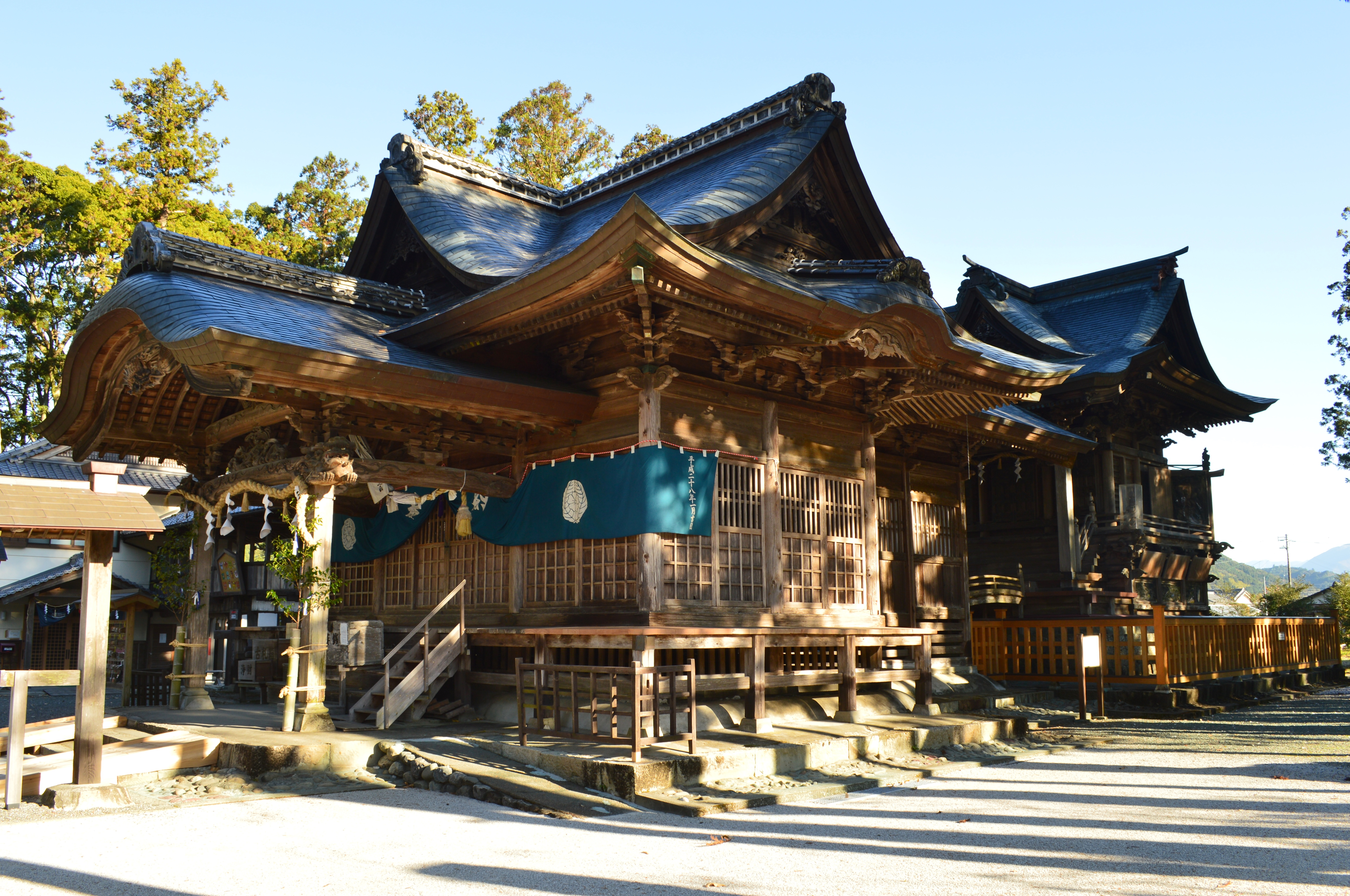
拝殿（高知県指定文化財）
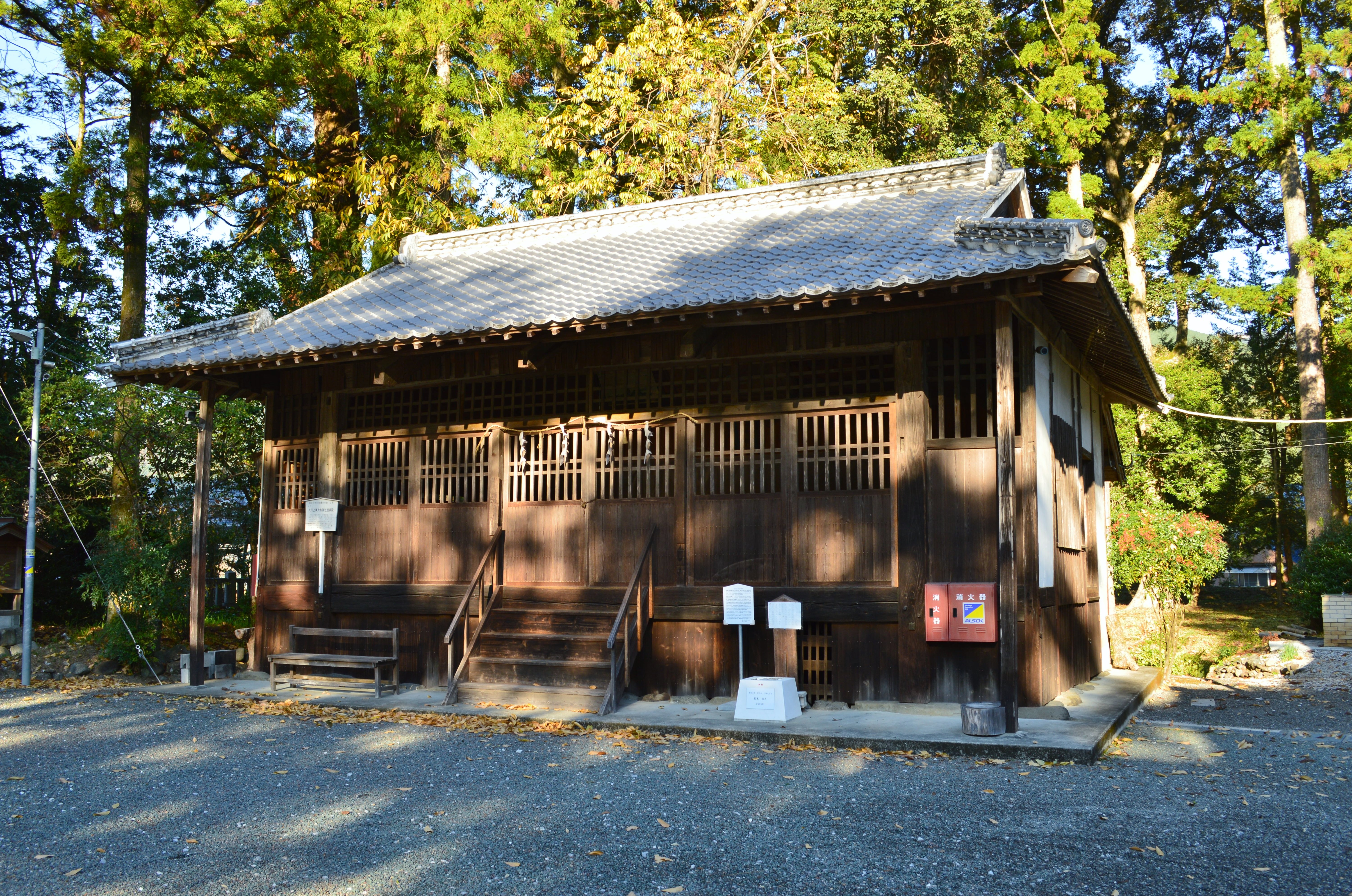
通夜殿（香美市指定文化財）
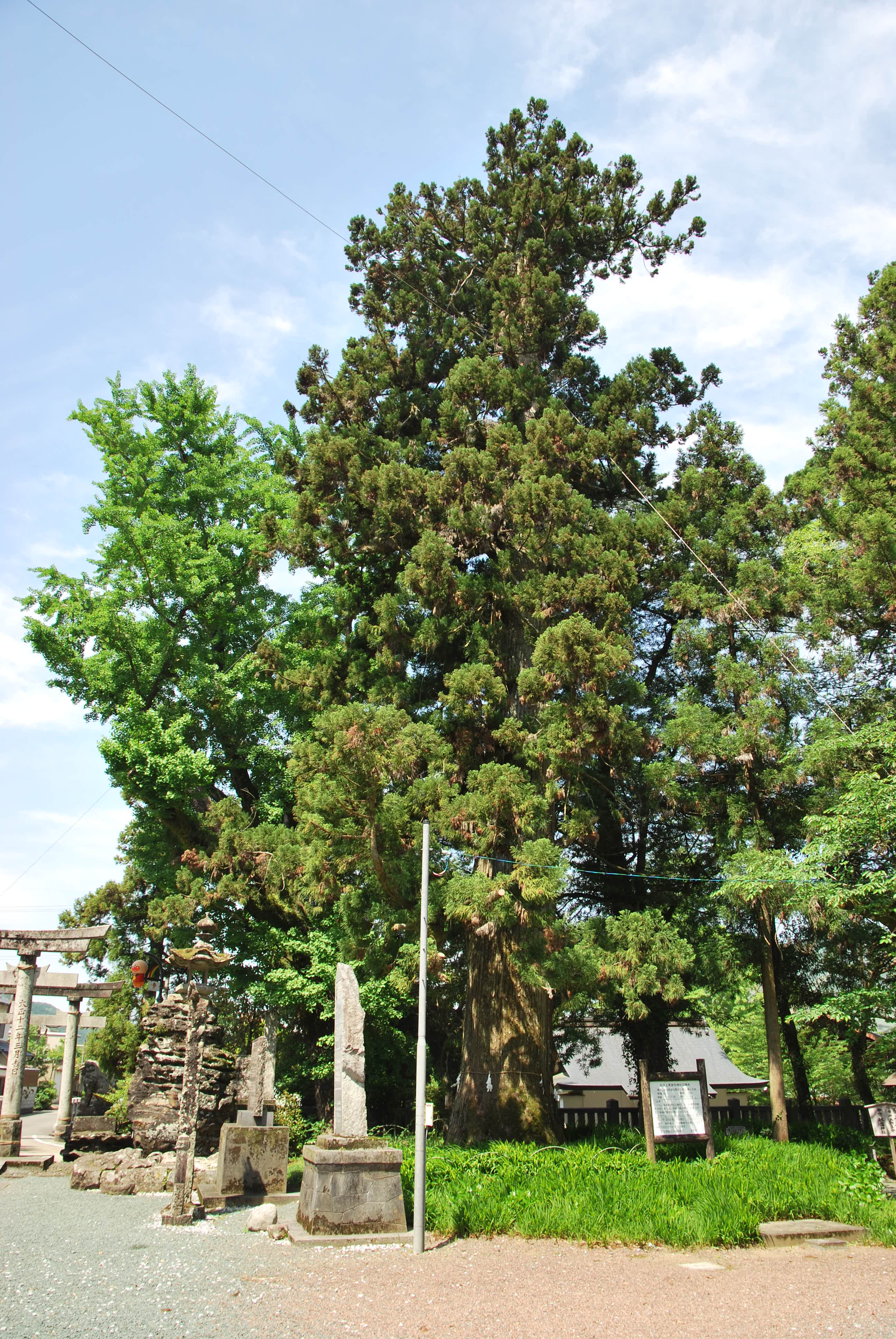
御神木の杉

## 秋例大祭
毎年11月2日から3日の2日間催される。
高知県無形民俗文化財に指定されている「おなばれ」と呼ばれる御神幸が行われる。「おなばれ」では棒打ち、碁盤振り、神輿行列、鼻高、稚児行列、約5mの棒の先に鳥毛などを付けた鳥毛・羽熊などが行われる。また、境内には建物内に回り舞台を持った通夜殿があり、江戸時代中期の延享4年（1747年）より毎年、狂言が上演されている。

## 文化財

### 重要美術品（国認定）
- 袈裟襷文銅鐸/高知県香美郡美良布村大字韮生野出土

高さ75.7cmと67cmの2口の銅鐸。香北町西部の旧五百蔵（いおろい）村で出土し当社に奉納されたと伝わる社宝である。「韮生の降鐘（にろうのふりがね）」と呼ばれ物部川で雨乞い神事に使用されたと言われる。1934年（昭和9年）9月1日認定。

### 高知県指定文化財
- 有形文化財
  - 社殿
拝殿、幣殿、本殿が幕末の慶応元年（1865年）に着工され明治2年（1869年）に落成した。千鳥破風と唐破風により変化を持たせている。当初はこけら葺きであったが1971年（昭和46年）銅板で葺き替えられた。島村安孝を棟梁に4人の大工が腕を競い合った。本殿正面中央には島村安孝の応神天皇、原卯平の武内宿禰、右には坂出定之助の神功皇后、左側には別役杢三郎の三韓の使者がそれぞれ刻まれている。また他の面にも日本や中国の故事などの場面が刻まれている。昭和28年（1953年）1月16日指定。
  - 袈裟襷文銅鐸 2口
重要美術品と同じ。2002年（平成14年）3月29日指定。
- 無形民俗文化財
  - 大川上美良布神社の御神幸
2003年（平成15年）3月28日指定。

### 香美市指定文化財
- 有形文化財
  - 大川上美良布神社通夜殿廻り舞台
1970年（昭和45年）1月16日指定（旧香北町）。

### 登録有形文化財（国登録）
- 神庫
2017年（平成29年）5月2日登録[3]。